# Куперберг, Кристина
Кристина Куперберг (пол. Krystyna Kuperberg, род. 17 июля 1944, Тарнув, Генерал-губернаторство) — американский математик польского происхождения, которая работает профессором математики в Обернском университете.

## Ранние годы и семья
Её родители, Ян В. и Барбара Х. Трибулец, были фармацевтами и владели аптекой в Тарнуве. Её старший брат — математик Анджей Трибулец. Её муж Влодзимеж Куперберг и её сын Грег Куперберг также являются математиками, а её дочь Анна Куперберг — фотограф.

## Образование и карьера
После окончания средней школы в Гданьске в 1962 году она поступила в Варшавский университет, где изучала математику. Её первый курс математики вёл Анджей Мостовский; позже она посещала лекции Кароля Борсука по топологии и увлеклась топологией.
После получения степени бакалавра Кристина Куперберг поступила в аспирантуру в Варшаве под руководством Борсука, но остановилась после получения степени магистра. Она покинула Польшу в 1969 году со своей молодой семьёй и переехала в Швецию, а затем переехала в США в 1972 году. Она защитила докторскую диссертацию в 1974 году в Университете Райса под руководством Уильяма Жако. В том же году она и её муж были назначены преподавателями Обернского университета. С 1996 по 1998 год Куперберг была членом Совета Американского математического общества.

## Вклад в науку
В 1987 году она решила проблему Бронислава Кнастера о биоднородности континуумов. В 1980-х годах она заинтересовалась неподвижными точками и топологическими аспектами динамических систем. В 1989 году Куперберг и Коук Рид решили проблему, поставленную Стэном Уламом в «Шотландской книге». Решение этой проблемы привело к её работе 1993 года, в которой она построила гладкий контрпример к гипотезе Зейферта. С тех пор она продолжает работать в динамических системах.

## Признание
В 1995 году Куперберг получила премию Альфреда Юржиковского от Фонда Костюшко. Её основные лекции включают пленарную лекцию Американского математического общества в марте 1995 года, пленарную лекцию Математической ассоциации Америки в январе 1996 года и приглашённый доклад на Международном конгрессе математиков в 1998 году. В 2012 году она стала членом Американского математического общества.

## Избранные публикации
- Kuperberg, Krystyna (1994). A smooth counterexample to the Seifert conjecture. Annals of Mathematics. (2). 140 (3): 723–732. doi:10.2307/2118623. JSTOR 2118623. MR 1307902.
- Kuperberg, Greg; Kuperberg, Krystyna (1996). Generalized counterexamples to the Seifert conjecture. Annals of Mathematics. (2). 143 (3): 547–576. arXiv:math/9802040. doi:10.2307/2118536. JSTOR 2118536. MR 1394969.